# Aku no Musume
Донька зла (яп. 悪ノ娘), або Дочка зла — пісня на основі програмного забезпечення Vocaloid, що дало назву серії інших пісень, ранобе і манґ, що є частиною «Хронік Евіліосу» за авторством mothy. Так само цю серію її фанати зазвичай називають Історією зла (яп. 悪ノ物語), куди рідше — Королівством зла. Разом з «Aku no Meshitsukai» і «Regret message» є найпопулярнішими піснями музиканта.

## Сюжет
«Донька зла» розгортається в основному в державі західної частини материка Болганіо, званої також Евіліосом (яп. エヴィリオス) під назвою Люцифенія (яп. ルシフェニア), де править принцеса Ріліан Люцифен д'Отріш (яп. リリアンヌ＝ルシフェン＝ドートゥリシュ), що заражена гріхом гордині внаслідок дотику дзеркала, що є посудиною гріха, у якої є брат-близнюк Алексіель Люцифен д'Отріш (яп. アレクシル＝ルシフェン＝ドートゥリシュ), в силу політичних інтриг після смерті їхніх батьків та інших обставин вимушений працювати як її камергер Аллен Авадонія (яп. アレン＝アヴァドニア).

## Персонажі
Королівська сім'я Люцифенії
- Ріліан Люцифен д'Отріш — «Донька зла», принцеса Люцифеніï, заражена гріхом гордині, до 13 років була одержима гріхом ненажерливості від знайденого їй у віці 6 років на пляжі дзеркала. Де-факто править країною, проте тимчасово відмовилася від титулу королеви через власного неповнолітня. Стратить кожного, хто їй здається неугодним. З ревнощів до майбутнього нареченого влаштувала геноцид жіночого населення дружнього Люцифенії сусіднього королівства Ельфегорт (яп. エルフェゴート). Володіє непоганими завдатками політика і дипломата, однак їх різко перекреслює викликана гординею необачність. Була засуджена до смертної кари під час революції, проте уникла її і, усвідомивши свої криваві діяння, пізніше прийняла чернечий постриг.
- Алексіель Люцифен д'Отріш, вин же Аллен Авадонія — «Слуга зла», розлучений з рідною сестрою у віці семи років внаслідок замаху на Алексіеля і порятунку його начальником королівської гвардії Леонхартом Авадонією (яп. レオンハルト゠アヴァドニア), який пізніше усиновив його як Аллена заради прохання самого хлопчика до своєї матері вдовуючої королеви Анни, щоб покласти край безглуздим конфліктів і не стати таким самим егоїстичним як його сестра. Анна погодилася з бажанням сина і вимовила, що «Алексіель» вже мертвий для народу. Сама ж сестра після вигнання демона ненажерливості забула про його існування. Після смерті королеви Анни і початком правління Ріліан, став особистим камергером принцеси, і був їй вкрай вірний, постійно захищаючи її від будь-якої небезпеки, що насувається. Під час Люцифеньскої революції заради порятунку принцеси від ешафота видав себе за свою сестру і поклав свою голову під гільйотину. Незважаючи на те, що Ріліан сама побачила страту брата, все подальше життя сподівалася, що він коли-небудь повернеться живим.
- Арт Люцифен д'Отріш (яп. アルス＝ルシフェン＝ドートゥリシュ) — король Люцифенії, батько Рілиіан і Алексіеля, у віці приблизно 14 років померлий як людина, проте завдяки проходив повз лісовому духу ожив як голем. Розширив і володіння своєї країни, зробивши Люцифенію однією з найсильніших держав Евіліосу. Помер під час бою, коли його дітям було 6 років.
- Анна Люцифен д'Отріш (яп. アンネ＝ルシフェン＝ドートゥリシュ), уроджена Анна Суї — королева Люцифеніï, мати Рілиіан і Алексіеля, після смерті чоловіка Арта Люцифена д'Отріша взяла на себе правління країною, змусила себе стати сильніше і ніколи не показувати слабкість перед підлеглими, щоб підтримувати і контролювати свою державу. Запам'яталася народу як чудова правителька, яка великодушно правила королівством Люцифенія.

Три героя «Трьома героями» народ Люцифеніï називав вірних друзів і помічників короля Арта.
- Леонгарт Авадонія — капітан королівської варти Люцифеніï. Хоробрий, але в молодості був вкрай жорстокий, вбивав в тому числі і невинних людей. У накавні собі удочерив дворічної дитини, батьки яких, як він думав, загинули від його рук, назвавши її Жермен, пізніше усиновив Алексіеля-Аллена. Був незадоволений політикою Ріліан і бачучи, як бідніє народ, перестав їсти дорогу їжу і почав годувати населення продуктами з королівського складу. Дізнавшись про дії Леонхарта, принцеса напоїла його отруєним вином, а пізніше помер від ран, нанесених Алленом.
- Еллука Клокворкер (яп. エルルカ゠クロックワーカー) уроджена Еллука Чиркласія (яп. エルルカ＝チルクラシア) — безсмертна чарівниця, одна з найсильніших магів Евіліоса, після власної фізичної смерті є частиною сили i сутності богів-близнюків Левіа і Бегемо. Дізнавшись, що первородний гріх розділили на сім смертних і заточили в різні посудини, які можуть бути будь-якими предметами, заради забави вирішила їх зібрати, щоб не було жахливих лих для людей. Після того, як Еллука стала однією з «трьох героїв» і пізніше проваливши вигнання демона гріха з Ріліан, вона попросила древобога Гелда (яп. エルド) одну або двох помічниць для пошуку судин і можливого вигнання демонів з людей. З великим трудом, але вона все ж отримала від нього двох дівчат, раніше колишніми лісовими духами: Мікаелу (пізніше, разом з іншими уроженками Ельфеґорту, умертвлена за наказом Ріліан) та Ґуміллію. Під час революції, розуміючи, що зберігати принцесу при владі буде марно, Еллука з Гумілією тимчасово оселилася в особняку купцецької сім'ї Фризисів. Через п'ять років після страти принцеси, Еллука допомогла королю Марлона Кайлу в боротьбі проти його матері, тому що вона зробила угоду з демоном гріха.
- Маріам Футап'є (яп. マリアム＝フタピエ) — де-юре прикажчиця королівської прислуги, де-факто глава розвідки Люцифенії, експерт зі шпигунства і найманого вбивства. Служила в молодості в армії Асмодіна (яп. アスモディン), проте під час Люцифено-Асмодинської війни перейшла на іншу сторону. Одного разу підібрала нібито загублену 8-річну дівчинку на ім'я Ней. Після вбивства Леонхарда Авадонії і відходу Еллуки була єдиною з «трьох героїв», хто до кінця захищав Ріліан від революціонерів. Була вбита від рук прийомної дочки.

Люцифенійський опір
- Жермен Авадонія (яп. ジェルメイヌ゠アヴァドニア), урожена Зіта К. Вельзенія — прийомна дочка Леонхарта Авадоніï, після смерті якого вирішила помститися нього, розуміючи, кому була вигідна ця смерть, закликавши страждає від примх Ріліан народ піти проти принцеси. Після повалення Ріліан Люцифен д'Отріш під час люцифено-марлоно-ельфегортьких переговорів віддала територію колишнього королівства марлоньскоï короні, тому що ніхто з опору не мав досвіду і знання правління країною. Перед стратою «принцеси» зайшла в " її " камеру, де дізналася, що Ріліан втекла ще з палацу, а в самій камері сидить Аллен. Жермен хотіла звільнити свого зведеного брата, проте він відмовився від цього, вибравши шлях на ешафот. Через три місяці після страти Кайл Марлон закликав заарештувати Жермен, проте вона уникла арешту втікши в Вельзнеську імперію, де і встала в ряди імперського прикордонного загону, до того моменту, коли армії Вельзеніï привидвали атакувати фортеця Ретасан що належить Люцифеніï. Пізніше, за порадою дочки купця Кіла Фрізіса, який надав допомогу Жермен під час революції, Юкіни, Авадонія попрямувала до Кайлу, щоб дізнатися, за що її збираються заарештувати. Дізнавшись, що її він звинувачує у вбивстві Мікаели, Жермен спростувала звинувачення. Через деякий час Жермен оговталася в Марлон, щоб допомогти Кайлу в боротьбі проти його матері. У віці тридцяти одного року її тіло позбавила душі І. Р. Абисс (яп. アビスI.R.), яка взяла пізніше псевдонім Джулія Абеляр. Була хороброї і дуже сильною дівчиною, з дитинства любила зброю і броню. Любить алкоголь, проте п'яніє набагато рідше ніж звичайні люди. Так само володіє прискореною регенерацією.
- Шартетта Ленглі (яп. シャルテット゠ラングレー) — одна зі служниць у палаці принцеси Ріліан, яка володіє надзвичайною силою, дочка коваля. Після оголошення Жермен Авадонія революції, стала її подругою і помічницею: разом з нею бігла у Вельзенію і також стала солдатом імператорської армії, а пізніше розділяла всі пригоди разом з Жермен. Після того, як Авадонія позбулася душі, Шарштетта, дізнавшись про те, що її мечі можуть бути посудиною гріха заздрості, перекувала їх в ножиці і щоб не знайшли, віддала першому зустрічному, що опинився солдатом-уродженцем міста Енобізака. Померла, згорівши під час битви з Абісс І. Р.  з тілом Жермен Авадонії. Вражала своєю зовнішністю: в 18 років вона виглядала як маленька дитина, а в 20 здавалася підлітком, не залежно від віку волосся Шартетти не сивіли, а завжди залишалися малиновими.

Королівська сім'я Марлону
- Кайл Марлон (яп. カイル゠マーロン) — король Марлону, син королеви-вдови Прім. Закохавшись в Мікаелу і відкинувши свою наречену, принцесу Ріліан Люцифен д'Отріш, Кайл, сам того не бажаючи, спровокував війну між Люцифениєю і Ельфеґортом. Втративши свою кохану через Ріліан, Кайл таємно приєднався до люцифенскому опору. В результаті революції приєднав до свого королівства територію Люцифенії. Будучи тимчасово одержимим демоном гордині, Кайл намірився поширити володіння свого королівства на весь Евіліос. Будучи законним спадкоємцем трону, ніколи толком не був зацікавлений в правлінні державою, проте хотів стати хоробрим воїном. Через п'ять років після смерті матері відрікся від престолу на користь свого брата. Володів талантом художника, проте під тиском матері в молодості намалював мало картин.
- Прім Марлон (яп. プリム゠マーロン), уродженна Прім Роґзе (яп. プリム＝ログゼ) — королева Марлону (яп. マーロン), після смерті чоловіка — регент свого сина Кайла. В юності була подругою Анни Суї, до того, як остання вийшла заміж за Арта Люцифена д'Отріша. Після цього ображена Прім вирішила помститися їй, намагаючись знищити те, що дорого Анні. В цілях чого знайшовши не без допомоги I.Р. Абисс. посудину гріха блуда меч Венома, народила від короля Арта дочку, яку назвала Ней і віддавши І. Р., через вісім років відправила служити Люцифенському королівському двору. Дізнавшись, що її син любить і вміє малювати, підкупила мистецтвознавців і вбила його вчительку малювання, щоб убити в ньому талант художника заради його кар'єри воїна і політика. Коли, здавалося б, її плани збулися і Люцифенія впала, Прім заразила гріхом гордині і Кайла, щоб їм було легше управляти, проте Гумілія звільнила від гріха, вседствие чого Прім за допомогою Ней створила армію мерців проти свого сина. Але він переміг і через деякий час була вбита нею ножем в груди у віці 48 років. Завдяки знанням в області магії, зберігала молодість до самої смерті, проте була заражена синдромом неконтрольованої люті.
- Ней (яп. ネイ) — позашлюбна дочка Прім Малон від Арта Люцифена д'Отріша, де-юре мертвонароджена, де-факто віддана на виховання І. Р. Абисс, яка в свою чергу через вісім років відправила в Люцифенію, щоб через неї здійснювати плани Прім проти Анни Люцифен д'Отріш. Ней заразила Ріліан спочатку гріх обжерливості, після вигнання демона — гріхом гордині, заразила Анну хворобою Гула, внаслідок чого королева померла, дізнавшись, що Леонхарт Авадония роздає продукти з королівських запасів убогим, розповіла про це Ріліан і дочекавшись потрібного моменту, вселила Аллену вбити його, вбила Мікаелу, при цьому пізніше сказав Кайлу, що її вбила Жермен, вбила свою прийомну матір Маріам Футапье, яку навчала її шпигунської майстерності, після революції заразила Кайла гріхом гордині і будучи главою одного з військових відомств Марлона вбила рідну матір Прім. Убита І. Р. Абисс. Фактично вирощена спеціально для того, щоб умовити амбіції Прім. Була психічно нездоровою. Зброя вбивства-холодна зброя, яку можна заховати або прийняти як шпильку.

Сім'я Фрізісів
- Кіл Фризис (яп. キール゠フリージス) — купець з Марлону, але чималу частину життя проживав і розбагатів в Ельфегорті. Дружив з Кайлом, у якого купив його єдинстінное раннє полотно, що збереглося. Свого часу найняв Клариссу і Мікаелу як служниць, а пізніше останню в якості співачки. Під час революції в Люцифенії допомагав опору. Любив своїх дружину і дітей.
- Юкіна Фризис (яп. ユキナ＝フリージス) — знаменита письменниця, чиї твори стали класикою, найвідоміше з яких — «Донька зла», заради достовірної інформації для якої подорожувала по всьому Евіліосу. Дочка Кіла Фрізіса, володіла таланом письменництва з дитинства.

Інші персонажі
- Ґуміллія (яп. グーミリア), уроджена Ґуміллія Мацумото — дух лісу Тисячолітнього дерева, пізніше — учениця Еллукі Клокворкер. Отримавши від Гелда секретне доручення наглядати за Еллукою, Ґуміллія переродилася в людину і стала ученицею чарівниці. Супроводжуючи Еллуку в її прагненні зібрати судини гріха та була учасницею численних викликаних ними подій.
- Зенон Окто, більш відомий як Ґаст Веном (яп. ガスト＝ヴェノム) — військовослужбовець асмодінської армії, висланий з країни де-юре як обвинувачений у вбивстві свого керівника, проти якого не знайдено доказів, де-факто як родич відомого ґвалтівника герцога Сатериазиса Веноманіï, після чого створив групу найманців Веному, якой був неофіційним лідером. Незважаючи на те, що найманці були єдиним джерелом заробітку Ґаста, його основною метою був пошук посудин гріхів заради пожвавлення давно померлої сестри. Під час революційних подій в Люцифенії він і його найманці були найняті Ріліан, де і помер, борючись з Жермен Авадонією. Був одним з найбільш вмілих фехтувальників Евілліосу, незалежно від ваги і характеристик зброї.
- Кларис (яп. クラリス) — селянка королівства Ельфеґорт, яку немовлям кинули батьки з клану Нецума (яп. ネツマ). Її ненавиділи за нехарактерні для зеленоволосих і зеленооких підданих Ельфеґорту білий колір волосся і червоний колір очей, через що Кларис жахливо страждала від жорстоких утисків у своєму селі. Пізніше вона знайшла хвору Мікаелу в тілі птиці близько Тисячолітнього дерева і виходила її. За цей час дівчата встигли стати близькими друзями. Після смерті прийомної матері Кларис, вони втекли в столицю королівства Акейд, де стали служницями в особняку Фризисів. Під час геноциду жіночого населення Ельфеґорту намагалася заховати Мікаелу в затишне місце, однак, сховавши, все ж не змогла її вберегти. Дізнавшись, що її єдина подруга померла, вона впала в істерику. Через чотири місяці після трагедій постриглася в черниці і привела в монастир голодну дівчину на ім'я Рін (Ріліан Люцифен д'Отріш). Випадково дізнавшись, що саме вона була «донькою зла», Кларіса спробувала її вбити, проте через надприродний випадок змогла лише відрізати волосся і передумала. Пізніше Клариса стала засновницею ордена, мета якого-захищати Гельда і допомагати знедоленим.
- Мікаела (яп. ミカエラ) — Дух колишній у вигляді вільшанки, що став з волі Гелда і на прохання Еллуки Клокворкер красивою дівчиною з прекрасним голосом. Стала єдиним другом Кларис, хоча насправді їхні стосунки зайшли трохи далі, ніж за дружні. Через те, що вона стала об'єктом обожнювання Кайла, була вбита під час люцифено-ельфегортької війни від рук Ней. Після смерті стала новим тисячолітнім деревом замість згорілого Гельда.
- Ріліан (Лiлi) Муше (яп. リリアンヌ (リリィ)゠ムーシェ) — до революції у Люцифенії була командиролм армії, після приєднання до Марлону була розквартированою у фортеці Ретасан, що на кордоні з Вельзенією. Через восьми років після страти Ріліан, вирушила в Левіанту, щоб битись з Абісс I.Р.. Перемігши і примусивши її до втечі, Ріліан незабаром подала у відставку, вийшла заміж і народила двох дітей.. Після проголошення Люцифенії республікою продовжувала утримувати свій будинок і допомагати солдатам, які потребують допомоги.
- Абісс I.Р. — псевдонім Ірини Клокворкер (яп. イリーナ゠クロックワーカー), зовиці Еллуки Клокворкер.

## Пісні в хронологічному порядку
| Назва та переклад                                                                                                 | Офіційна англійська назва     | Виконавець                                     | Дата виходу                   |
| --- | ----------------------------- | ---------------------------------------------- | ----------------------------- |
| 彼の王は泥より生まれた Кано о: ва доро йорі умарета Король цей з ґрунту переродився                               | King of Lucifenia             | Kagamine Len                                   | 21 вересня 2016               |
| 逆さ墓標のネオマリア Сакаса бохьо: но неомаріа Неомарія перевернутого надгробка                                   | Prototype N                   | MAYU                                           | 14 серпня 2016                |
| 英雄の鎧は常に紅く Еію: но Йороі ва Цунені Акаку Зазвичай у героя броня червона                                   | The Daughter of Red           | MEIKO                                          | 7 серпня 2016                 |
| あの橋に誓って Ано хасі нi тікатте Присяга на цьому мосту                                                         | Clockwork Lullaby 9           | Megurine Luka                                  | 14 серпня 2016                |
| トワイライトプランク Twiright prank                                                                               | Day and night                 | Kagamine Len/Rin                               | 27 січня 2010                 |
| 悪ノ娘 Аку но мусуме Донька зла                                                                                   | The princess of Lucifer       | Kagamine Rin                                   | 4 квітня 2008                 |
| 悪ノ召使 Аку но месіцукаі Слуга зла                                                                               | His significance of existence | Kagamine Len, Kagamine Rin (бек-вокал)         | 16 квітня 2008                |
| 樹の乙女～千年のヴィーゲンリート ～Іцукі но отоме ~Сеннен но вi:ґенрі:то~ Від Дерева діва ~Тисячолітня колискова~ | Spirit of ELD                 | Hatsune Miku, Yowane Haku (бек-вокал)          | 13 серпня 2011                |
| リグレットメッセージ Regret message                                                                               | Fallen angel                  | Kagamine Rin                                   | 25 травня 2008                |
| 白ノ娘 Сіро но мусуме Біла діва                                                                                   | Bystander                     | Yowane Haku                                    | 6 січня 2010                  |
| またたき Мататакі Мить                                                                                            |                               | Kagamine Rin                                   | 7 серпня 2014                 |
| 針音ノ時計塔 Сінон но токеіто Звук стрілок годинникової вежі                                                      |                               | KAITO, Kaai Yuki, Kagamine Rin/Len (бек-вокал) | 23 березня 2012               |
| 待ち続けた手紙 Маті цудзукета теґамі Довгоочікувана відповідь                                                     | Lost Last                     | Kagamine Len                                   | 28 грудня 2011 12 серпня 2019 |

## Ранобе
| Iм'я | Дата виходу     | ISBN                   |
| 悪ノ娘 黄のクロアテュール Аку но мусуме Кі но куроатю:ру Донька зла: Бурштинов епілог                                | 10 серпня 2010  | ISBN 978-4-569-79103-6 |
| 悪ノ娘 緑のヴィーゲンリート Аку но мусумэ Мідорі но вi:ґенрі:то Донька зла: Смарагдова колискова                     | 25 лютого 2011  | ISBN 978-4-569-79457-0 |
| 悪ノ娘 赤のプラエルディウム Аку но мусуме Ака но пураерудіуму Донька зла: Кривава прелюдія                           | 23 грудня 2011  | ISBN 978-4-569-80137-7 |
| 悪ノ娘 青のプレファッチオ Аку но мусуме Ао но пурефаттіо Донька зла: Крижана пролог                                  | 23 березня 2012 | ISBN 978-4-569-80307-4 |
| 悪ノ間奏曲「悪ノ娘」ワールドガイ Аку но кансо:кьоку Аку но мусуме ва:рудогаідо Антракт зла: путівник по «Доньки зла» | 30 серпня 2011  | ISBN 978-4-569-79891-2 |
| 悪ノ叙事詩「悪ノ娘」ファンブック Аку но дзьодзісі Аку но мусуме фанбукку «Сага зла»: Книга для фанатів «Доньки зла»  | 26 серпня 2012  | ISBN 978-4-569-80724-9 |
| 悪ノ娘手帳 2013 Аку но мусуме тетьо: 2013 Керівництво по «Доньки зла» на 2013 рік                                    | 16 грудня 2012  | ISBN 978-4-569-80724-9 |

## Манґа
17 лютого 2014 mothy і ілюстраторка Ichika випустили перший том (званий ними «актом») однойменної манґа-адаптації серії ранобе «Донька зла». На момент 1 січня 2023 року викладено чотири акта.

## Театральна постановка. Альбом «Aku no Musume 〜 Seien no Jemini 〜 Bookaru & Saundotorakku»
Для театральної поставновки «Доньки зла» трупою X-QUEST mothy у співавторстві з Kangaroo SUZUKI 3 лютого 2010 року випустив альбом «Aku no Musume 〜 Seien no Jemini 〜 Bookaru & Saundotorakku» (яп. 悪ノ娘〜凄艶のジェミニ〜 ボーカル＆サウンドトラック). Пісні «Aku no musume», «Aku no meshitsukai», «Regret message» і «Twiright prank» для альбому виконала співачка Асами Шімода (яп. 下田 麻美), голос якої використовувався для створення вокалоидов Kagamine Rin та Kagamine Len, що виконували пісні.

## Мюзикл
Театральна трупа X-QUEST 4 червня 2017 року поставила мюзикл «Донька зла» за мотивами однойменної пісні і деяких інших з тієї ж серії. Режисером і сценаристом мюзиклу виступив голова трупи Токунаґа Хідекацу.

## Неканонічні твори
25 вересня 2010 року і 24 квітня 2013 року відповідно Akuno-P випустив манґи «Слуга зла», що заснована на однойменній пісні і пародійни манґи «Comedy of Evil Project» ( яп. 悪ノ喜劇化ぷろじぇくと).
Також, крім авторських неканонічних робіт є фанатські пісні, що розповідають про Мікаелу і Жермен Авадонію під музику з «Доньки зла», слова яких з'явилися ще до того, як автор дав цим персонажам імена та біографії.

## Факти
- Революція в Люцифеніï є алюзією на Велику Французьку Революцію, а прототипом Ріліан Люцифен д'Отріш була Марія-Антуанетта[6]: прізвище «д'Отріш (d'Autriche)» в перекладі з французького чає «з Австрії», батьківщини французької королеви.
- Ім'я Кларис взято у героїні аніме «Замок Каліостро» Кларисси Д'Каліостро.
- Прототипи більшої частини імен перонажей є імена вокалоїдів, прив'язаних до них[7].